# Johann Christian Zippel (Maler)
Johann Christian Zippel (* 1789 in Potsdam; † 1841) war ein deutscher Historien- und Porträtmaler.

## Leben
Zippel studierte Malerei an der Königlich Preußischen Akademie der Künste in Berlin bei Johann Gottlieb Puhlmann. 1806 und 1808 nahm er an der Berliner Akademie-Ausstellung mit Kopien nach Franz Hillner sowie Rubens und Tizian teil. Von 1811 bis mindestens 1841 war er in Paris ansässig. 1811 schrieb er sich als Schüler an der École des Beaux-Arts ein und ab 1812 war er Schüler im Atelier von Antoine-Jean Gros. An der Ausstellung der Preußischen Akademie der Künste nahm er 1820 mit zwei Gemälden teil. Um 1841 ist eine Kopiertätigkeit im Louvre nachweisbar.

## Werke
- Friedrich Wilhelm III. und Zar Alexander I. vor Paris, o. J., Öl/Lw, o.Gr., zuletzt: Berlin, Stadtschloss (1915) (TB)
- Passage des Souverains alliés sur le Boulevard de Saint-Denis en 1814, 1815, Öl/Lw, 60 × 81 cm, Inv. Nr. P. 520, Paris, Musée Carnavalet (Kat. Paris 1999, S. 427) (Taf. XVIII)
- Einzug der drei verbündeten Monarchen in Paris am 31. März 1814, verschollen (TB; Joos 1918, S. 43).